# 4-й Лихачёвский переулок
4-й Лихачёвский переулок — переулок (фактически — тупик) в Северном административном округе Москвы на территории Головинского района. Проходит от 3-го Лихачёвского переулка до железнодорожной ветки Октябрьской дороги. Нумерация домов — от 3-го Лихачёвского переулка.

## Описание
Переулок получил своё название 8 сентября 1950 года в честь бывшего Лихачёвского шоссе.
Переулок начинается от 3-го Лихачёвского переулка. Общее направление — с юго-запада на северо-восток. Слева и справа примыкает Лихоборская набережная. Примерно посередине пересекает реку Лихоборку. Ближайшая станция метро «Водный стадион» находится в 2,5 км от начала переулка (по прямой); ближайшая ж/д станция «Моссельмаш» находится в 400 метрах от конца переулка (по прямой). По южной части переулка (до пересечения с рекой Лихоборкой) проходят маршруты автобусов № 22 (ул. 8 Марта — НАМИ) и № 123 (м. «Водный стадион» — м. «Петровско-Разумовская»).